# Kot azjatycki półdługowłosy
Kot azjatycki półdługowłosy – rasa kota.
Kot azjatycki półdługowłosy jest w zasadzie podobny do swego krótkowłosego kuzyna kota azjatyckiego krótkowłosego, ale posiada wyraźnie dłuższą okrywę włosową. Jest jedną z odmian wchodzących w skład tak zwanej grupy azjatyckiej (ang. Asian Group) obejmującej koty typu burmańskiego, ale o różnym umaszczeniu i typie sylwetki. W grupie tej znajdują się także takie rasy jak burmilla i bombajska.
Te półdługowłose koty zwane są również Tiffanie, co może wprowadzać w błąd, gdyż w Ameryce istnieje zupełnie odmienna rasa o podobnej nazwie - Tiffany. Kot azjatycki półdługowłosy wywodzi się z Wielkiej Brytanii i nie jest uznawany w USA.